# NSL1
NSL1 (англ. NSL1, MIS12 kinetochore complex component) – білок, який кодується однойменним геном, розташованим у людей на короткому плечі 1-ї хромосоми.  Довжина поліпептидного ланцюга білка становить 281 амінокислот, а молекулярна маса — 32 162.
| 10         |  | 20         |  | 30         |  | 40         |  | 50         |
| ---------- |  | ---------- |  | ---------- |  | ---------- |  | ---------- |
| MAGSPELVVL |  | DPPWDKELAA |  | GTESQALVSA |  | TPREDFRVRC |  | TSKRAVTEML |
| QLCGRFVQKL |  | GDALPEEIRE |  | PALRDAQWTF |  | ESAVQENISI |  | NGQAWQEASD |
| NCFMDSDIKV |  | LEDQFDEIIV |  | DIATKRKQYP |  | RKILECVIKT |  | IKAKQEILKQ |
| YHPVVHPLDL |  | KYDPDPAPHM |  | ENLKCRGETV |  | AKEISEAMKS |  | LPALIEQGEG |
| FSQVLRMQPV |  | IHLQRIHQEV |  | FSSCHRKPDA |  | KPENFITQIE |  | TTPTETASRK |
| TSDMVLKRKQ |  | TKDCPQRKWY |  | PLRPKKINLD |  | T          |  |            |

A: Аланін

C: Цистеїн

D: Аспарагінова кислота

E: Глутамінова кислота

F: Фенілаланін

G: Гліцин

H: Гістидин

I: Ізолейцин

K: Лізин

L: Лейцин

M: Метіонін

N: Аспарагін

P: Пролін

Q: Глутамін

R: Аргінін

S: Серин

T: Треонін

V: Валін

W: Триптофан

Кодований геном білок за функцією належить до фосфопротеїнів. 
Задіяний у таких біологічних процесах як клітинний цикл, поділ клітини, мітоз, розходження хромосом, поліморфізм, альтернативний сплайсинг. 
Локалізований у ядрі, хромосомах, центромерах, кінетохорі.